# Cane meticcio

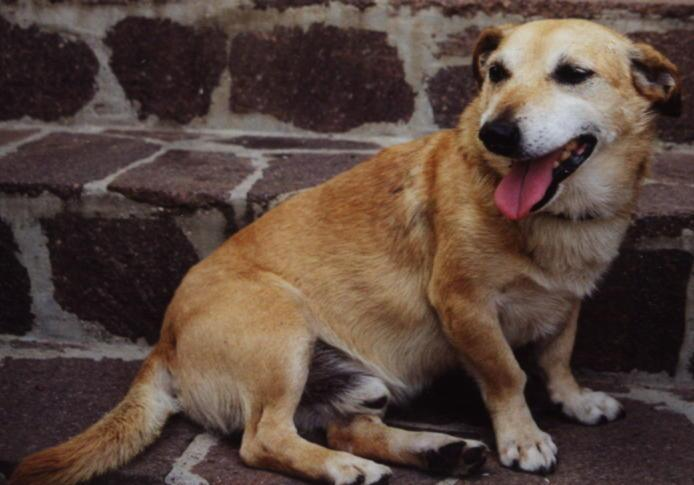
Esemplare di cane meticcio

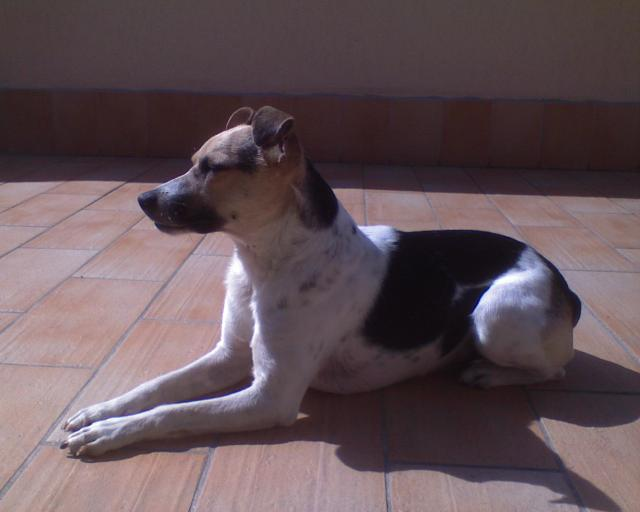
Meticcio tricolore

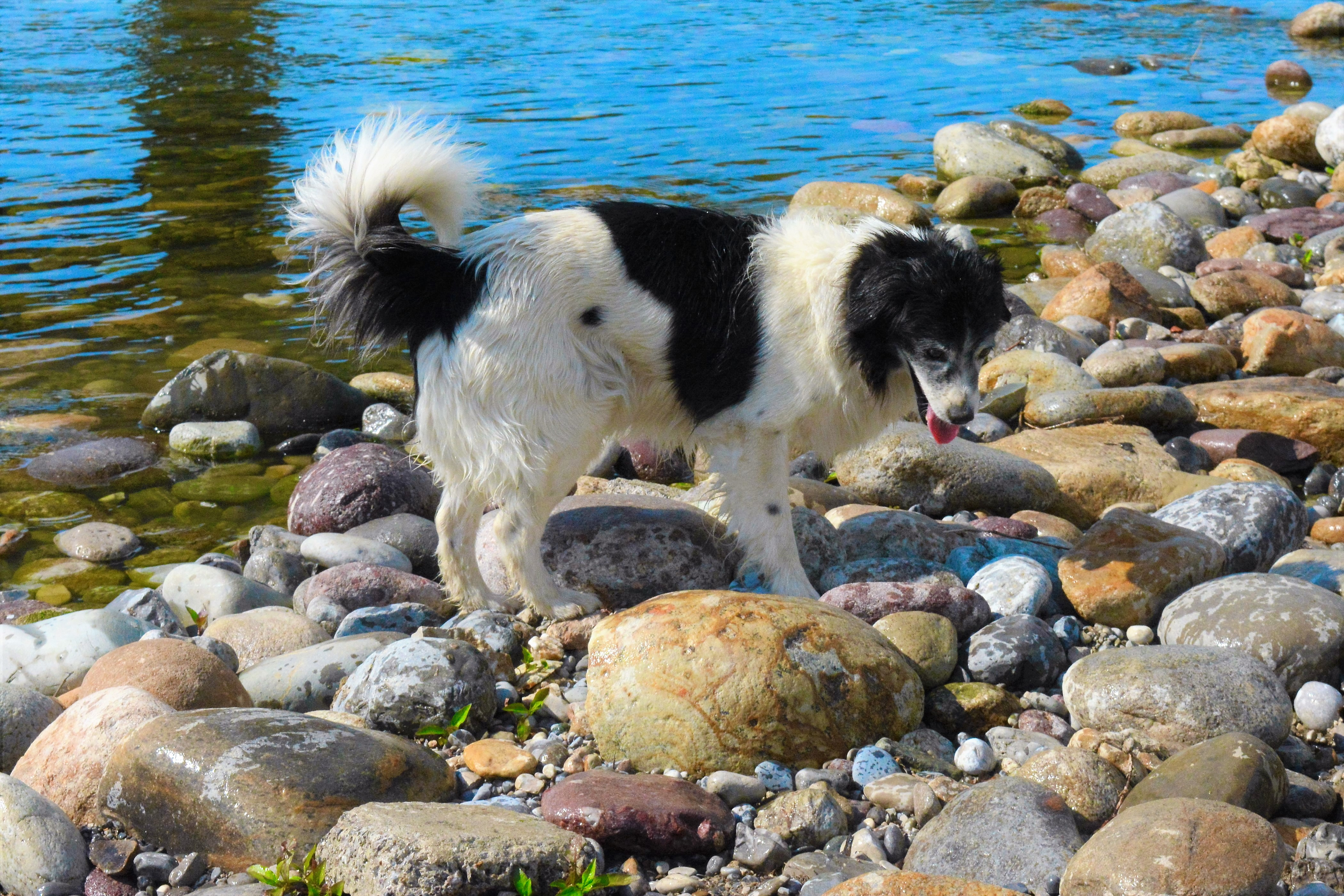
Meticcio bianco e nero

Meticcio è un termine con cui si indica normalmente un cane frutto di un incrocio di razze canine diverse oppure di altri meticci. Essi rappresentano una tipologia di cani molto eterogenea, ma da considerarsi nel complesso la più diffusa.
I meticci non hanno caratteristiche proprie di una razza quindi è impossibile creare uno standard. Spesso con gli stessi genitori non si ottengono cucciolate uguali.
La razza meticcia ammette tutte le taglie esistenti, le varie strutture fisiche non elaborate dall'uomo e tutti i manti presenti nel mondo canino con ogni sorta di sfumatura e combinazione possibile, da una tinta unica, a doppia tinta o fino a 4 colori differenti su un solo cane, e le lunghezze e tipi di pelo naturali per il cane che non sono state modificate tramite selezione dall'uomo (ad esempio il pastore tedesco e il Rhodesian Ridgeback).
Tuttavia, i punti che grosso modo accomunano un po' tutti i meticci sono:
- poca o mancata somiglianza delle razze canine note;
- presenza dello sperone (o quinto dito) che è stato eliminato in molte razze;
- la coda che molto comunemente è arcuata o portata arricciata sulla groppa. Solitamente non ha alcuna forma particolare (come la coda grossa di alcune razze o molto sottile di altre).

Per quanto riguarda la salute, i meticci sono meno inclini a malattie rispetto ai cani di razza, sia per il rimescolamento genetico, sia per la selezione naturale, spesso ostacolata nei cani di razza.
A differenza dei cani di razza, dei quali vi è una forte mercificazione, i cani meticci non hanno un valore commerciale. Spesso per tale motivo sono maggiormente soggetti all'abbandono (situazione che, benché contravvenga alla legge sempre più severa in materia, è purtroppo frequente soprattutto nella stagione estiva), incrementando di conseguenza il fenomeno del randagismo e il sovraffollamento dei canili.
Per quanto riguarda le differenze caratteriali e "intellettive", si tende a trascurare il fatto che molte razze sono state selezionate anche da un punto di vista attitudinale e comportamentale per svolgere determinati compiti, e la loro "specializzazione" tende ad essere confusa dai non esperti.